# Uncharted: The Nathan Drake Collection
Uncharted: The Nathan Drake Collection — ремастер перших трьох ігор серії Uncharted, розроблений Bluepoint Games і виданий Sony Computer Entertainment. Він був випущений для PlayStation 4 у жовтні 2015 року. У трьох іграх розповідається про шукача скарбів Натана Дрейка, який подорожує світом, щоби розкрити різні історичні таємниці. Оригінальні три гри були розроблені Naughty Dog для PlayStation 3. Колекція отримала в цілому схвальні відгуки критиків, які визнали її гідним ремастером оригінальної трилогії, хоча брак багатокористувацького режиму й додаткового контенту було дещо розкритиковано.

## Ігровий процес
The Nathan Drake Collection включає перші три основних частини серії Uncharted: Drake's Fortune (2007), Among Thieves (2009) і Drake's Deception (2011). Вони є відеоіграми в жанрі пригодницького бойовика від третьої особи з елементами платформера. Гравець контролює шукача скарбів Натана Дрейка, і має досліджувати небезпечні руїни, перемагати ворогів за допомогою різної вогнепальної зброї та вирішувати різні головоломки. Усі три оновлені гри працюють із роздільною здатністю 1080p з частотою 60 кадрів в секунду, а музика була покращена для підтримки систем об'ємного звуку.
Bluepoint спробувала об'єднати ігровий процес у всіх трьох іграх. Для цього була перероблена система допомоги під час прицілювання та ігровий процес для гранат з Drake's Fortune, щоби відповідати іншим іграм, а також змінено рух камери Uncharted 3. Команда також перепризначила кнопки, щоби створити єдину схему управління в трьох іграх. Механіка прицілювання в усіх трьох іграх була покращена. В іграх також є графічні поліпшення: Bluepoint наново візуалізувала катсцени, поліпшила освітлення і візуальні ефекти, зробила моделі й текстури більш деталізованими, а також додала ambient occlusion та motion blur, які не підтримувалися в оригінальних іграх. Команда додала рейтингові таблиці друзів, нові налаштування складності, трофеї та фоторежим, хоча багатокористувацькі режими Uncharted 2 і Uncharted 3 не були включені до колекції.

## Розробка
У той час як три оригінальні гри були створені Naughty Dog, оновлені версії були розроблені Bluepoint Games, яка раніше співпрацювала з Sony над God of War Collection і The Ico & Shadow of the Colossus Collection. Після успіху The Last of Us Remastered (2014), Naughty Dog хотіла перенести свої попередні ігри Uncharted на PlayStation 4. За даними студії, приблизно 80 % власників PS4 на той момент ніколи раніше не грали в Uncharted. Спочатку команда розглядала ремастеринг Uncharted: Golden Abyss, спінофа франшизи, розробленого Bend Studio, але план був скасований, оскільки команда вважала, що історія з Golden Abyss була занадто поверховою і відхилялася від сюжетної лінії трилогії. Багатокористувацькі режими з Uncharted 2 і Uncharted 3 не були оновлені, адже Naughty Dog вважала, що їхнє включення до колекції може потенційно розділити спільноту PS3, яка все ще продовжувала грати в гру в той час.
За словами Марко Драша, технічного директора Bluepoint, студія почала роботу над The Nathan Drake Collection в червні 2014 року, коли вийшла The Last of Us Remastered. Розробка колекції зайняла 15 місяців і стала одним із найбільших проєктів Bluepoint з моменту її створення. На піку розробки в команді було 48 осіб, у тому числі 13 інженерів і 17 художників. Bluepoint створила корегування ігрового процесу й зустрілася з головними дизайнерами Sony та Naughty Dog для отримання відгуків та рекомендацій. Команда спочатку портувала Uncharted 2 на PS4, а потім послідовно портувала Uncharted 1 і Uncharted 3. Етап удосконалення команда також почала з Uncharted 2, а потім перейшла до Uncharted 1, як тільки робота над другою грою була завершена, у той час як створення ремастера Uncharted 3 йшло паралельно з попередніми частинами. Команда скоригувала ігровий процес Uncharted 1 і Uncharted 3, щоби він відповідав Uncharted 2. Робота над першою Uncharted зайняла найбільше часу, тому що це була найстаріша гра в серії. За словами Драша, «майже кожна система в U1 була зачеплена», і їй «треба було найбільше уваги, щоби привести в стан „якою ви її пам'ятаєте“ з часів PS3».

## Випуск
Uncharted: The Nathan Drake Collection була анонсована 4 червня 2015 року. Вона була випущена 7 жовтня для PlayStation 4 у Європі, Австралії та Новій Зеландії, і 9 жовтня в Ірландії, Великій Британії та США. Гравці, що придбали The Nathan Drake Collection, отримали доступ до бета-версії багатокористувацького режиму Uncharted 4: A Thief's End. Sony випустила три гри окремо 16 листопада 2016 року в Європі. Колекція була випущена для передплатників PlayStation Plus в січні 2020 року. Пізніше Sony оголосила, що в рамках ініціативи «Play at Home», The Nathan Drake Collection стане безплатною для всіх користувачів з 15 квітня по 5 травня.

## Сприйняття

### Оцінки й відгуки
| Агрегатор  | Оцінка |
| ---------- | ------ |
| Metacritic | 86/100 |

| Видання        | Оцінка |
| -------------- | ------ |
| GameSpot       | 8/10   |
| GamesRadar+    | [ 18 ] |
| IGN            | 9/10   |
| VentureBeat    | 88/100 |
| VideoGamer.com | 7/10   |

Uncharted: The Nathan Drake Collection отримала загалом схвальні відгуки, за даними агрегатора рецензій Metacritic.
Більшість критиків визнали колекцію гідним ремастером оригінальної трилогії й похвалили Bluepoint за введення графічних оновлень. Сем Байфорд з The Verge назвав колекцію «ідеальним прикладом» і чудовим початком для гравців, які раніше не грали Uncharted, а також «ідеальним способом набратися досвіду перед Uncharted 4: A Thief's End». Uncharted 2 залишилася головною грою в трилогії, а критики похвалили її за темп і увагу до деталей, тоді як Uncharted 3 похвалили за видовищність і кінематографічність. Проте, ремастер Uncharted 1 був зустрінутий неоднозначно, оскільки багато критиків написали, що, попри графічні поліпшення, дизайн базової гри не відповідав сучасним стандартам. Багато критиків вважали брак багатокористувацького режиму і відео про розробку, а також брак додаткового контенту втраченими можливостями.

### Продажі
The Nathan Drake Collection була другою найпродаванішою роздрібною грою у Великій Британії протягом тижня після випуску, поступившись лише FIFA 16. Після випуску, колекція мала восьмі найбільші продажі гри для PS4 в той час. У жовтні 2015 року, вона була дев'ятою найпродаванішою роздрібною грою в США.